# نیک اندرسون (بازیکن فوتبال)
نیک اندرسون (انگلیسی: Nick Anderson؛ 1865 – تاریخ ورودی نامعتبر است) بازیکن فوتبال اهل پادشاهی متحد بریتانیای کبیر و ایرلند بود.
از باشگاه‌هایی که در آن بازی کرده‌است می‌توان به باشگاه فوتبال ولورهمپتون واندررز اشاره کرد.